# 2100
2100 (MMC) е обикновена година, започваща в петък според григорианския календар. Тя е 2100-тната година от новата ера, стотната от третото хилядолетие и първата от 2100-те.